# Istres Provence HB
Istres Provence Handball (Istres Provence HB), tidigare Istres Sports (1970–2003) och Istres Ouest Provence Handball (2003–2016), är en handbollsklubb från Istres i sydöstra Frankrike, grundad 1970.

## Spelare i urval
- Christian Gaudin (1995–1997)
- Vincent Gérard (2008–2010)
- Bruno Martini (1994–1995)
- Zlatko Saračević (1995–1997)